# Lepisiota hirsuta
Lepisiota hirsuta är en myrart som först beskrevs av Santschi 1914.  Lepisiota hirsuta ingår i släktet Lepisiota och familjen myror.

## Underarter
Arten delas in i följande underarter:
- L. h. hirsuta
- L. h. setosella